# 散血丹
散血丹（学名：Physaliastrum kweichouense）为茄科散血丹属下的一个种。

## 扩展阅读
- 維基物種上的相關：散血丹